# Arbaž
Arbaž è una cittadina della Russia europea centro-settentrionale, situata nella oblast' di Kirov; appartiene amministrativamente al rajon Arbažskij, del quale è il capoluogo.